# Ютурна

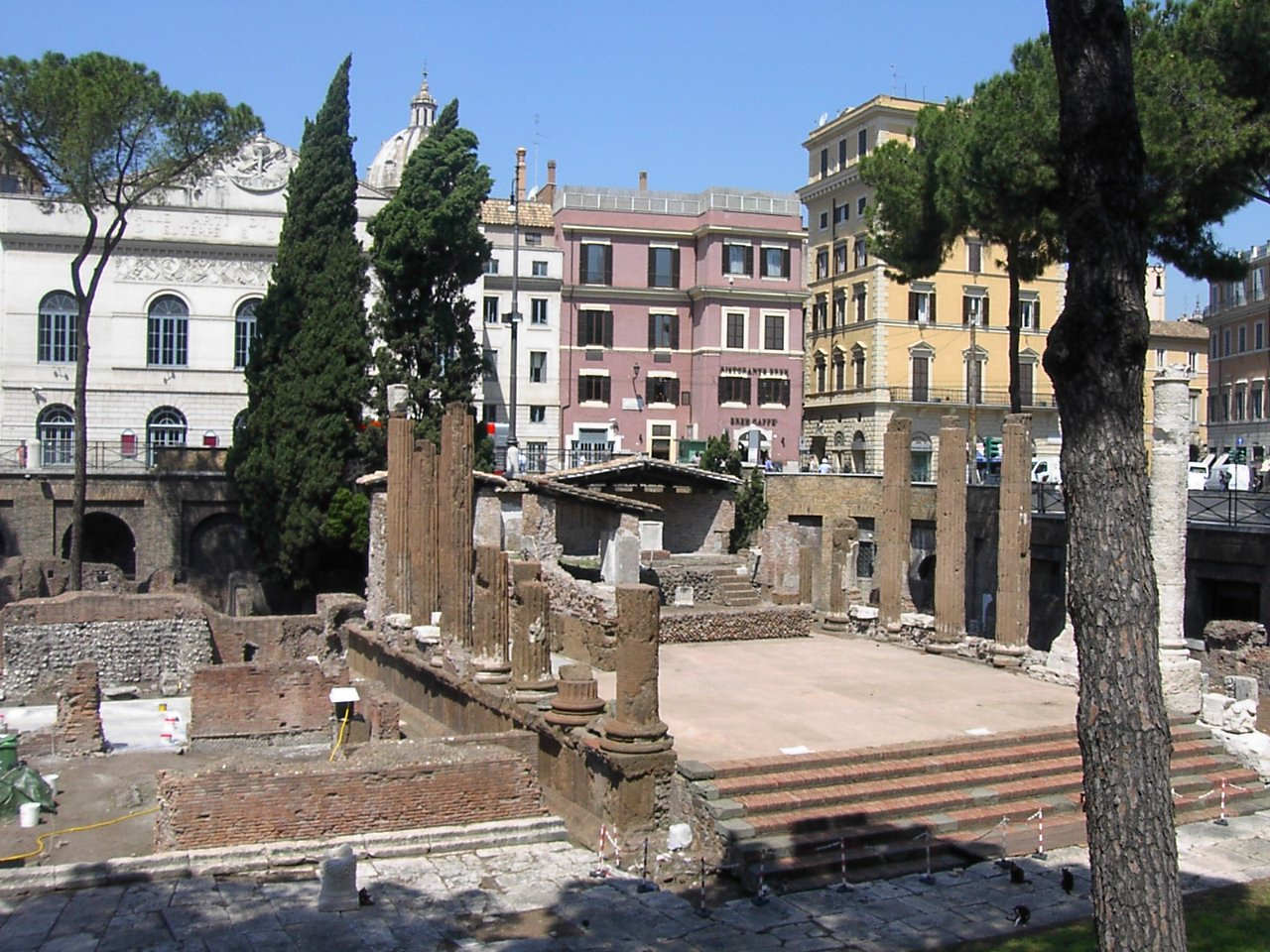
Храм Ютурны на Площади Торре-Арджентина в Риме

Ютурна (лат. Juturna) — в римской и латинской мифологии нимфа источника, почитавшаяся ремесленниками и имевшая в Риме водоём (лат. lacus Juturnae), близ храма Весты.
В конце первой Пунической войны Квинт Лутаций Катул построил в честь Ютурны на Марсовом поле храм. Первоначальное имя её было Diuturna: производство имени Ютурна от глагола лат. juvare («помогать») ошибочно, хотя Ютурна призывалась как помощница в болезнях и при пожарах.
В поэтическом предании Ютурна считалась сестрой царя рутулов Турна, женой Януса, матерью бога источников Фонта, что указывает на латинское происхождение культа нимфы, имевшей свой источник близ реки Нумиция. По рассказу Овидия, Юпитер был в неё влюблен, но она скрылась. Варрон называл её лимфой.